# Cerveza Superior
Cerveza Superior es el nombre de la marca de una cerveza mexicana, tipo lager originaria de la ciudad de Orizaba, en el estado de Veracruz fundada en 1896, elaborada por el grupo Cervecería Cuauhtémoc Moctezuma, que tiene 4.5% de alcohol. Como distintivo su etiqueta es dorada con letras rojas manuscritas, el logo ha cambiado distintas veces a través de su existencia.

## Historia

### Cervecería Moctezuma: origen del nombreSuperior
La cerveza Superior fue creada en 1896 por la antigua Cervecería Moctezuma, en la ciudad de Orizaba, en el estado de Veracruz, se introdujo al mercado veracruzano en 1902 y comenzó a extenderse por todo el golfo-centro. La cerveza llevaría por nombre Cerveza Moctezuma, pero que un maestro cervecero alemán, apellidado Newmaier, exclamó, al probarla: "¡Ésta ser una cerveza superior!”, y que desde entonces adquirió ese nombre.

### Grupo Cuauhtémoc-Moctezuma: laRubia Superior
Fue bien aceptada por el gusto mexicano, por tratarse de una cerveza nacional, y a partir de los años 50 se popularizó con una campaña mercadotecnia, ideada por el entonces ya denominado Grupo Cuauhtémoc-Moctezuma publicitándola como la Rubia Superior, en la cual una muchacha rubia, interpretada por distintas damas como la actriz cubano-mexicana Gina Romand, la motivadora Martha Rey, la actriz estadounidense Farrah Fawcett, lo que convirtió la cerveza en motivo de culto entre los consumidores de la cerveza tanto nacionales como extranjeros. En el lenguaje coloquial surgió la frase "La rubia que todos quieren", que terminó por convertirse en un eslogan que adoptó la marca en la década de 1980.

### En el fútbol mexicano
Debido a su impacto comercial, no tuvo dificultades para entrar al ámbito del fútbol, y patrocinó a varios clubes, especialmente a varios de la zona del golfo-centro-sur: Veracruz, Puebla, Morelia, Guadalajara (solo en 1994), Yucatán, Tampico y Jaguares, además de otros clubes de divisiones inferiores. No obstante hacia 2005 se fue quedando relegada del fútbol mexicano frente a la otra marca de la corporación, la Cerveza Tecate.

### En el béisbol mexicano
Por otra parte, siempre patrocinó a clubes de béisbol, como los Rojos del Águila de Veracruz y los Pericos de Puebla. En 2003, cambió de imagen, con el nuevo eslogan "Vive el placer", una campaña publicitaria que duró hasta 2008, a pesar de lo cual comenzó a perder impacto publicitario y, sobre todo, patrocinios en ambos deportes.

### Surgimiento de Heineken
Al incorporarse el grupo Heineken, la marca se relegó, frente al proyecto de Cerveza Indio. A la fecha, es posible adquirirla únicamente en algunas cadenas de autoservicio, y desapareció por completo su publicidad desde 2009. En 2012 se lanzó la versión tipo viena Superior Morena para reposicionar la marca en el mercado.

## Presentaciones
Originalmente se comercializaba principalmente en botella de cristal, con varias presentaciones: media, familiar, versión lata, ediciones especiales en los años 50 y 60. Desde 2010 se distribuye preferentemente en paquetes six-pack con 6 unidades versión lata de 355 ml o botella de cristal 355 ml.